# The Day After Tomorrow - L'alba del giorno dopo
The Day After Tomorrow - L'alba del giorno dopo (The Day After Tomorrow) è un film catastrofico del 2004 diretto da Roland Emmerich. 
Il film è uscito in Italia il 28 maggio 2004. Rivelatosi un successo commerciale, il film divenne il sesto maggior incasso del 2004, ma ricevette un'accoglienza mista, con lodi al reparto effetti speciali e critiche alle numerose inaccuratezze scientifiche.
La visione apocalittica del regista Roland Emmerich sul conflitto tra natura e uomo pone al centro del film l'importanza della conservazione dell'ambiente naturale, ma, mentre nella realtà il pericolo temuto è un surriscaldamento dell'atmosfera, nel film, al contrario, si prospetta un'imminente nuova era glaciale.

## Trama
(Jack Hall)
Durante una campagna di ricerche sulla composizione degli strati di ghiaccio antartici, in stretta relazione con l'osservazione dei cambiamenti climatici, il paleoclimatologo Jack Hall, assieme ai suoi colleghi Frank Harris e Jason Evans, assiste al distacco di una porzione di banchisa dall'Antartide, pari alla superficie del Rhode Island. Alla conferenza delle Nazioni Unite sul surriscaldamento globale tenutosi a Nuova Delhi in India, esponendo i suoi dati, illustra le imminenti condizioni e ritiene che esse rendano possibile l'avvento di una glaciazione, anche se non sa quando potrebbe avvenire. La sua teoria prevede che a causa del riscaldamento globale, i ghiacci polari si stanno sciogliendo riversando sull'oceano strati superficiali di acqua dolce e fredda in grado di influenzare la direzione delle correnti oceaniche, indispensabili per la regolazione del clima, ed essendo un paleoclimatologo, elabora un modello sul cambiamento climatico avvenuto nel passato e che aveva portato all'ultima glaciazione. Presentando la relazione dei suoi studi, si scontra però con il vicepresidente degli Stati Uniti, che non crede a queste previsioni catastrofiche, affermando che l'economia non è abbastanza florida per indirizzare la politica di governo sul cambiamento climatico. Un altro studioso del clima, lo scozzese Terry Rapson, prende per vere le conclusioni di Hall e inizia una collaborazione col professore statunitense.
Jack ha anche una vita privata tormentata, divisa tra lo studio, le esplorazioni e la famiglia. È sposato con una chirurga, la dottoressa Lucy Hall, ed ha un figlio, Sam, studente liceale, che sente molto la mancanza della figura paterna.
Sam vive a Washington, partecipa ai campionati di cultura tra scuole che si tengono negli Stati Uniti, e parte per New York assieme ai suoi due compagni di scuola, Laura Chapman (della quale è segretamente innamorato) e Brian Parks. L'aeroplano, durante il volo, entra in una turbolenza dovuta ad un eccezionale temporale, rischiando di precipitare.
Nel mondo incominciano infatti a verificarsi strani eventi atmosferici, come un'insolita nevicata a Nuova Delhi o una fortissima grandinata che investe Tokyo, uccidendo alcune persone. Allo stesso tempo il professor Rapson, dal suo centro di studi in Scozia, verifica un preoccupante calo di 13 °C della temperatura oceanica registrato da Boe NOMAD poste nell'Atlantico. Messosi in contatto col collega Hall, lo informa dei dati in suo possesso. Sviluppando questi ultimi col suo metodo di calcolo, Jack cerca di usare il suo algoritmo elaborato per il paleoclima per tentare una previsione, e stabilisce che è imminente una nuova glaciazione, in tempi brevissimi. Incontrando nuovamente il vicepresidente degli Stati Uniti, Jack presenta i suoi dati; ancora una volta non viene creduto e tacciato di sensazionalismo.
Nel mondo, intanto, gli eventi atmosferici estremi continuano: Los Angeles viene distrutta da una serie di giganteschi tornado. Il nord del mondo inizia ad essere sferzato dal freddo ed il sud dalle tempeste.
A New York, delle piogge torrenziali allagano lentamente la città paralizzando il traffico, prima che un'improvvisa onda anomala invada Manhattan, sommergendola parzialmente. Sam e i suoi amici, in compagnia di un ragazzo conosciuto al torneo di cultura, J.D., si rifugiano nella New York Public Library. Laura, nel tentativo di salvare da un taxi una donna straniera con la figlia in pericolo, si ferisce a una gamba.
In Scozia, nel frattempo, una formazione di elicotteri da trasporto militari si addentra nell’occhio di un ciclone anomalo. Si tratta di una tempesta, simile ad un ciclone tropicale, che trasporta rapidamente aria fredda, direttamente da strati alti dell'atmosfera, e al cui interno si raggiunge la temperatura di -101 °C (-150 °F), sufficiente a congelare il carburante dei velivoli, i quali si schiantano rovinosamente al suolo, con la successiva morte dell’equipaggio per congelamento istantaneo. Sapendo che il record nel mondo è di -93,2 °C, Rapson avvisa immediatamente Hall e la conclusione è che tre di questi cicloni (gli altri su Canada e Siberia) si stanno indirizzando nell'area a nord dell'equatore, coprendo per intero l'emisfero nord. Quando tali cicloni avranno esaurito la loro forza, le condizioni si stabilizzeranno nuovamente, ma con temperature medie globali molto più basse, segnando l'inizio di una nuova era glaciale.
Sam e Laura, uniti dalle avversità, incominciano ad avvicinarsi sempre più. Grazie ad un vecchio telefono pubblico, Sam riesce a mettersi in contatto col padre e la madre per avvisarli che sta bene. Jack avvisa Sam di rimanere rinchiuso nella biblioteca e di scaldare l'ambiente il più possibile, anziché cercare di andare verso sud. Jack decide inoltre di partire per New York e salvare il figlio, in compagnia dei colleghi Jason Evans e Frank Harris. Prima di partire Jack incontra direttamente il Presidente degli Stati Uniti che viene convinto dalle sue parole. Si prepara un'evacuazione di tutti gli Stati centrali, poiché chi abita in quelli settentrionali non ha oramai più possibilità di fuga ed ha più speranza di sopravvivere restando al chiuso. L'evacuazione inizia, prima in modo rocambolesco e poi più organizzato, verso il Messico, la nazione più calda del continente nordamericano e quindi meno colpita dalla glaciazione. Per permettere questa massiccia emigrazione vengono azzerati i debiti di questo paese. 
In Scozia, anche il professor Rapson è consapevole della situazione e preferisce rimanere al chiuso nell'osservatorio meteo con i suoi due collaboratori, finché il generatore dell'edificio non esaurisce il carburante, lasciando i tre uomini al freddo (si presume che siano in seguito morti assiderati).
A New York, nel frattempo, la pioggia è mutata in neve e l'acqua inizia a ghiacciarsi. Una nave cargo russa alla deriva, percorrendo le strade inondate della città, si incaglia contro le auto sommerse, davanti alla biblioteca. Nei giorni seguenti, non vedendo arrivare nessun tipo di soccorso, e notando che ora l'acqua è abbastanza ghiacciata per camminarci sopra, molti sopravvissuti all'inondazione decidono di lasciare la città a piedi e dirigersi verso sud. Sam e Laura, in ricordo delle raccomandazioni di Jack, cercano di convincere chi si è rifugiato con loro a non abbandonare la biblioteca, perché andranno incontro a morte certa. Poche persone, tra cui la bibliotecaria e un senzatetto, ascoltano Sam e i suoi amici, mentre la maggior parte decide di incamminarsi verso sud, morendo così di stenti e di freddo.
Chi rimane nella biblioteca, incomincia a bruciare le cataste di libri in un vecchio camino in disuso per cercare di riscaldare l'ambiente. Laura inizia a stare sempre più male, febbricitante. Si tratta del taglio non curato che è in setticemia. Per salvarla Sam, che si è dichiarato a lei (peraltro contraccambiato), esce dalla biblioteca per trovare degli antibiotici a bordo della nave. In compagnia di J.D. e Brian, riesce a trovare l’occorrente ma i tre vengono attaccati dai lupi affamati dello zoo oramai liberi per Manhattan, riuscendo a scappare e rientrando appena prima dall'arrivo dell'occhio del ciclone.
Jack e i suoi colleghi arrivano in auto fino a Philadelphia, ma sono poi costretti da una tormenta di neve a proseguire a piedi. Frank Harris muore precipitando dal tetto di un centro commerciale sommerso dalla neve. Jack e Jason Evans trovano rifugio dal ciclone in una cucina di un fast food abbandonato e riescono a salvarsi. Il giorno dopo, all'alba, il peggio sembra essere passato: i due arrivano alle porte di New York, ormai al centro di una distesa di ghiaccio, e si dirigono verso la biblioteca riuscendo ad incontrare Sam e le altre persone che vi sono asserragliate.
Il presidente Blake è morto a causa del maltempo e il vicepresidente, ormai ricredutosi sugli avvertimenti di Jack, promette, parlando dal Messico a quella parte del mondo ancora viva, che mai più l'uomo cercherà di sovrastare la natura. 
Nel finale, i protagonisti vengono raccolti con degli elicotteri di soccorso, e dagli edifici appaiono molti altri superstiti sullo sfondo del mondo ghiacciato.

## Produzione
Il regista ha pagato di tasca sua 200.000 dollari per rendere la produzione "ecologica": tutte le emissioni inquinanti o di anidride carbonica generate dalla troupe sono state "annullate" piantando alberi e producendo energia da fonti alternative, quindi non inquinanti.
Per scegliere la casa cinematografica di produzione, lo scrittore Michael Wimer creò una sorta di asta. Inviò una copia del copione a tutti i principali studios di Hollywood insieme a una lettera. Avrebbero avuto 24 ore di tempo per decidere se produrre o meno il film con Roland Emmerich a dirigerlo. La Fox Studios fu l'unico studio che accettò i termini.

### Effetti speciali
The Day After Tomorrow è celebre per gli effetti speciali digitali in esso contenuti. Il film contiene 416 inquadrature con effetti speciali, che resero necessario l'impiego di nove case di produzione diverse, tra le quali Industrial Light & Magic e Digital Domain, e più di 1.000 artisti che lavorarono al film per oltre un anno. Anche se inizialmente fu preso in considerazione un set in miniatura, per la scena della distruzione di New York il team degli effetti speciali ricorse a un modello digitale in 3D di Manhattan al quale vennero applicate oltre 50.000 fotografie scannerizzate.

## Accoglienza

### Incassi
Il film ha incassato 186740799 $ nel Nord America e 365898772 $ nel resto del mondo, per un totale di 552639571 $.

### Critica
Emmerich non smentì mai che il personaggio del vice-presidente interpretato da Kenneth Welsh fosse ispirato a Dick Cheney e da intendersi come una critica al cambio di politica nei confronti dei temi ecologici dell'amministrazione Bush. In risposta alle accuse di cinismo e cattivo gusto per l'inclusione delle scene di una devastata New York a meno di tre anni dagli attacchi dell'11 settembre 2001, Emmerich disse che era necessario mostrare l'accresciuta unità delle persone nei confronti di un disastro dopo l'esperienza degli attacchi terroristici alle Twin Towers.
Alcuni scienziati criticarono l'accuratezza scientifica del film. Il paleoclimatologo e professore di scienza planetaria alla Harvard University Daniel P. Schrag dichiarò: «Da un lato, sono felice che ci sia un film dal grosso budget critico nei confronti del cambiamento climatico e dei pericoli associati ad esso. Dall'altro, sono preoccupato che la gente possa vedere tutti questi effetti speciali esagerati e possa pensare che la faccenda sia solo uno scherzo... Stiamo effettivamente sperimentando con la Terra in un modo che non è stato fatto per milioni di anni. Ma non vedremo un'altra era glaciale – almeno non come quella». J. Marshall Shepherd, un meteorologo ricercatore alla NASA, espresse simili dubbi: «Sono rincuorato dal fatto che ci sia un film che si occupa di problemi climatici reali. Ma per quanto riguarda la scienza del film, gli darei una D meno o una F. E sarei preoccupato se il film fosse fatto per proporre un programma politico serio». Secondo il climatologo della University of Victoria Andrew Weaver: «È L'inferno di cristallo dei film sul clima, ma non perderò il sonno a preoccuparmi di una nuova era glaciale tratta da un film poco curato, perché è praticamente impossibile».
Interrogato se sarebbe andato al cinema a vedere il film, il paleoclimatologo William Hyde della Duke University, rispose che non ci sarebbe andato neanche se gli avessero offerto 100 dollari per andarci. Hyde criticò la rappresentazione del cambiamento climatico mostrata nel film, definendola accurata tanto quanto Frankenstein lo era in merito al trapianto di cuore".
Nel 2008, Yahoo! Movies inserì The Day After Tomorrow nella lista dei "10 film più scientificamente inaccurati".

## Riconoscimenti
- 2004 – Environmental Media Awards
  - Miglior film
- 2004 – Irish Film and Television Award
  - Candidatura per Miglior attore internazionale a Jake Gyllenhaal
- 2004 – Teen Choice Awards
  - Candidatura per Miglior film d'azione/di avventura/drammatico
- 2004 – Visual Effects Society
  - Effetto speciale dell'anno (per l'onda) a Karen E. Goulekas, Mike Chambers, Christopher Horvath e Matthew E. Butler
  - Candidatura per Migliori effetti visivi a Karen E. Goulekas, Mike Chambers, Christopher Horvath e Matthew E. Butler
- 2005 – BAFTA
  - Migliori effetti speciali a Karen E. Goulekas, Neil Corbould, Greg Strause e Remo Balcells
- 2005 – BMI Film & TV Award
  - Miglior colonna sonora a Harald Kloser
- 2005 – Golden Reel Award
  - Candidatura per Miglior montaggio sonoro (Effetti sonori)
- 2005 – Golden Trailer Awards
  - Candidatura per Miglior film d'azione
- 2005 – MTV Movie Awards
  - Miglior sequenza d'azione (La distruzione di Los Angeles)
  - Candidatura per Miglior performance rivelazione femminile a Emmy Rossum
- 2005 – Saturn Award
  - Candidatura per Miglior film di fantascienza
  - Candidatura per Migliori effetti speciali a Karen E. Goulekas, Neil Corbould, Greg Strause e Remo Balcells